# الیاهو آمیل
الیاهو آمیل (انگلیسی: Eliahu Amiel; ۱۳ ژوئن ۱۹۲۵ – ۲۰۰۹) بازیکن بسکتبال اهل اسرائیل بود. وی در بازی‌های المپیک تابستانی ۱۹۵۲ شرکت کرده‌است.